# Croix du bourg de Bignan
La croix du bourg de Bignan est située à  Bignan dans le Morbihan, proche du transept sud de l'église.

## Historique
La croix fait l’objet d’une inscription au titre des monuments historiques depuis le 29 mars 1935.

## Architecture

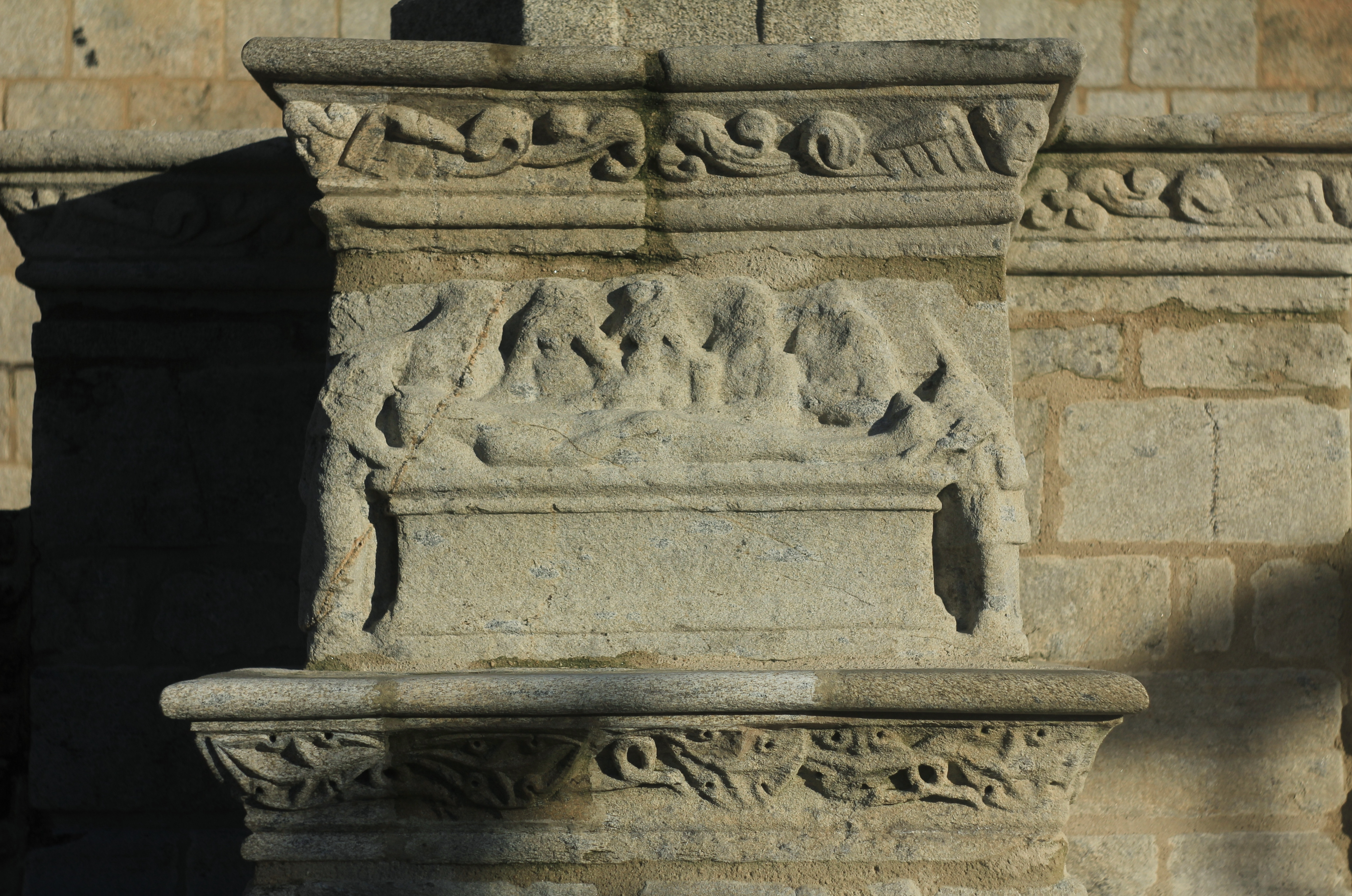
Détail de l'autel.

Le soubassement est un autel auquel on accède par deux marches. Il est surmonté d'une croix pattée.